# Immunofenotypering
Immunofenotypering (Engels: immunophenotyping) is de analyse van bloedcellen op basis van flowcytometrie. Bij immunofenotypering worden celmembraanstructuren (membraan-gebonden eiwitten) van bloedcellen in kaart gebracht. Flowcytometrie kent vele toepassingen waaronder het opsporen van kankercellen in bloed bij de diagnostiek van leukemie. Het is een veelgebruikte techniek in immunologisch onderzoek.

## CD-merkers
Om in bloed verschillende cellen te kunnen onderscheiden wordt in het klinisch chemisch laboratorium gebruikgemaakt van antistoffen gericht tegen CD-merkers. Antistoffen zijn eiwitten die specifiek kunnen binden aan een eiwit ook wel antigeen genaamd. In het geval van antistoffen gericht tegen CD-merkers kunnen deze antistoffen zich specifiek binden aan een type CD-marker. CD-merkers worden met behulp van nummers van elkaar onderscheiden. Zo bindt een antistof gericht tegen CD3 alleen aan T-cellen en CD19 aan B-cellen. Doordat de antistoffen een fluorescent vlaggetje hebben zal na binding van de antistoffen aan de cel een fluorescent signaal gegenereerd worden dat gemeten kan worden met een flowcytometer. Door gebruik te maken van een combinatie van verschillende antistoffen kan in beeld gebracht worden wat de verhouding is tussen de verschillende soorten bloedcellen zoals aantal lymfocyten, monocyten, neutrofielen en hun stadium van differentiatie.

## Immunofenotypering en diagnostiek van leukemie
Aangezien de verschillende bloedcellen per stadium van de ontwikkeling specifieke CD-merkers op hun oppervlak, die bovendien ook nog celtype-specifiek zijn, kan met deze fenotypering nagegaan worden of er een sprake is van een normale uitrijping of dat er een bepaald type bloedcelkanker ofwel leukemie aanwezig is. Daarnaast kan nagegaan worden welke CD-nummers nu wel en welke niet op de kankercellen aanwezig zijn, en kan dus informatie verkregen worden over het soort leukemie.

## Immunofenotypering en effect van therapie
Indien een immunofenotypering is uitgevoerd voorafgaand aan therapie en dus het profiel van CD-markers van de tumorcel bekend is kan het effect van therapie gevolgd worden. Door op gezette tijden tijdens en na de behandeling bloed af te nemen en de analyse te herhalen kan nagegaan worden of het aantal cellen met het specifieke CD-merker profiel ten gevolge van de behandeling is afgenomen.